# Frank Gillespie
James Frank Gillespie (* 18. April 1869 in White Sulphur Springs, West Virginia; † 26. November 1954 in Bloomington, Illinois) war ein US-amerikanischer Politiker. Zwischen 1933 und 1935 vertrat er den Bundesstaat Illinois im US-Repräsentantenhaus.

## Werdegang
Frank Gillespie besuchte die öffentlichen Schulen seiner Heimat und unterrichtete dort selbst in den Jahren 1891 und 1892 als Lehrer. Im Jahr 1891 gehörte er dem Lehrkörper der White Sulphur Springs High School an. Nach einem Jurastudium am Central College in Danville (Indiana) und seiner 1892 erfolgten Zulassung als Rechtsanwalt begann er in Charleston in diesem Beruf zu arbeiten. 1894 verlegte er seinen Wohnsitz und seine Anwaltskanzlei nach Bloomington in Illinois. Außerdem engagierte er sich nun auch in der Landwirtschaft. Gleichzeitig schlug er als Mitglied der Demokratischen Partei eine politische Laufbahn. In den Jahren 1913 und 1914 war er Abgeordneter im Repräsentantenhaus von Illinois ein.
Bei den Kongresswahlen des Jahres 1932 wurde Gillespie im 17. Wahlbezirk von Illinois in das US-Repräsentantenhaus in Washington, D.C. gewählt, wo er am 4. März 1933 die Nachfolge des Republikaners Homer W. Hall antrat. Da er im Jahr 1934 nicht bestätigt wurde, konnte er bis zum 3. Januar 1935 nur eine Legislaturperiode im Kongress absolvieren. Dort wurden damals die ersten New-Deal-Gesetze der Bundesregierung unter Präsident Franklin D. Roosevelt verabschiedet. Im Jahr 1935 wurden erstmals die Bestimmungen des 20. Verfassungszusatzes angewendet, wonach die Legislaturperiode des Kongresses jeweils am 3. Januar endet bzw. beginnt.
1934 bewarb sich Frank Gillespie erfolglos um die Rückkehr in den Kongress. Nach dem Ende seiner Zeit im US-Repräsentantenhaus praktizierte er wieder als Anwalt in Bloomington, wo er am 26. November 1954 starb.